# Comtes de Roccaguglielma
La famille de Bourbon-Siciles-Roccaguglielma est une branche de la maison de Bourbon-Siciles issue du prince Louis de Bourbon-Siciles (1824-1897), comte d'Aquila, et de Janvière du Brésil, princesse impériale du Brésil, infante de Portugal (1822-1901).

## Louis De Bourbon-Siciles
Le premier comte de Roccaguglielma est le prince Louis de Bourbon-Siciles  (1845-1909), créé « Comte de Roccaguglielma » le 31 janvier 1872 par son cousin germain François II, ex-roi et chef de la maison des Deux-Siciles. Le prince Louis se marie morganatiquement à New York en 1869 avec Maria Amelia Bellow-Hamel y Penot (1847-1914), laquelle est inhumée au cimetière Montmartre.
Son père est le prince Louis de Bourbon-Siciles (1824-1897), comte d'Aquila, fils du roi François Ier des Deux-Siciles (1777-1830) et de l'infante Marie-Isabelle d'Espagne (1806-1878).
Sa mère est Janvière du Brésil, princesse impériale du Brésil, infante de Portugal, fille de l’empereur Pierre Ier du Brésil (1798-1834) et de l’archiduchesse Marie-Léopoldine d'Autriche (1797-1826). Elle était l’héritière présomptive de son frère Pierre II du Brésil de 1831 à 1845, et la sœur de la reine Marie II de Portugal (1819-1853).
Sa femme Maria Amelia Bellow-Hamel y Penot (1847-1914) est la fille d'un riche négociant d'origine juive (Américain établi à Cuba) John Bellow-Hamel y Nathans (New York, 1818 - Philadelphie, 1893), et d'Enriquetta Penot y Gilbau, fille de Charles Pénot (né à Bordeaux en 1795) et de Zélie Gilbau (morte en 1872 à La Nouvelle-Orléans). Les Pénot, originaires de Bordeaux, s'étaient installés à Philadelphie en 1810.

## Descendance
Le prince Louis de Bourbon-Siciles, 1er comte de Roccaguglielma (1845-1909) et Maria Amelia Bellow-Hamel y Penot (1847-1914) ont eu deux enfants :
- Marie-Januaria de Bourbon-Siciles (1870-1941), mariée à l'instigation de la reine Victoria [3] avec William Louis Freeman (1845-1907), probable petit-fils, descendant en ligne masculine, du duc de Berry (1778-1820), fils de Charles X ; d'où trois enfants :
  - John Freeman (1902-1968), marié à Béatrice de Galard de Brassac de Béarn (1906-1996) (fille du prince de Béarn et Chalais), d'où un fils dit Henry de Bourbon.
  - Sophie Freeman (1903-1975) mariée à Amaury, 11e et dernier marquis de Préaulx, d'où quatre filles.
  - William Freeman (1908-1958), marié à Maria Cecilia de Melo (sans postérité)
- Louis de Bourbon-Siciles, 2e comte de Roccaguglielma (1873-1940) naturalisé français en 1931. Il épouse en 1898 Enrica Weiss (1880-1947), sans postérité (divorce en 1910), il épouse en secondes noces Adeline Landegren (1875-1959), d'où trois enfants :
  - Louis de Bourbon-Siciles, 3e comte de Roccaguglielma (1898-1967) marié en 1925 à Marie-Louise de Clermont-Tonnerre (1894-1941), d'où :
    - Marie Christine de Bourbon-Siciles, (1933-2021), mariée en 1957 à Michel Denizot (1923-2011). Elle fut reconnue Princesse de Bourbon-Siciles par le chef de la maison de Bourbon-Siciles le prince Ferdinand (1869-1960) prétendant au trône des Deux-Siciles de 1934 à 1960.

  - Januaria de Bourbon-Siciles (1903-1982) mariée en 1930 avec Alfonso Bongiorno (1908-1980).
  - Carlo de Bourbon-Siciles, 4e comte de Roccaguglielma (1905-1968) lui aussi reconnu Prince de Bourbon-Siciles par le chef de la maison de Bourbon-Siciles le prince Ferdinand (1869-1960). Il épouse en 1925 Fanny Greco di Chiaramonte (1905-1977), d'où un enfant :
    - Isabella de Bourbon-Siciles (1926-2023) mariée en premières noces, en 1954, à Jose-Manuel Guttiérez (né en 1921), divorcés en 1969, puis épouse en secondes noces en 1969 Isidoro-Mariano Vejo Rodriguez (1915-2007).